# Птах-носоріг чорний
Птах-носоріг чорний (Anthracoceros malayanus) — вид птахів родини птахів-носорогів (Bucerotidae).

## Поширення
Вид поширений на півдні Таїланду, в Малайзії, на Суматрі, Калімантані, на островах Лінга, Бангка і Белітунг. Мешкає в густих тропічних лісах.

## Опис
Великих птах, завдовжки від 60 до 65 см. У самця дзьоб сягає від 16,1 до 18,5 см завдовжки, тоді як у самиці він значно менший, досягаючи в довжину від 11,4 до 13,3 см. Дані про вагу цього виду мізерні, але один виміряний самець важив більше одного кілограма.
Оперення повністю чорне, за винятком білих кінців зовнішніх кермових; деякі екземпляри також мають велику смужку для брів від білого до сірого кольору. У самця дзьоб і шолом мають однорідний колір від білястого до жовтого, а у самиці ці структури менші і чорного кольору. Оголена шкіра обличчя у самців чорна, а у самиць рожева.
У популяції, яка проживає на Суматрі, дзьоб і шолом більші, ніж в інших птахів цього виду. Популяції Борнео мають в середньому на 5,6 % коротші крила, ніж популяції Малайського півострова та Суматри, і тому іноді розглядаються як окремий підвид, Anthracoceros malayanus diminutus, але ця класифікація не визнається орнітологами.